# 滨河街道 (鄂尔多斯市)
滨河街道，是中华人民共和国内蒙古自治区鄂尔多斯市康巴什区下辖的一个乡镇级行政单位。

## 行政区划
滨河街道下辖以下地区：
康城社区、兴旺社区、宁馨社区和呼和塔拉社区。